# دايسوكي أساهي
دايسوكي أساهي (باليابانية: 朝日 大輔) (26 يوليو 1980 في هيروشيما في اليابان – )؛ هو لاعب كرة قدم ياباني سابق كان يلعب كلاعب وسط.

## وصلات خارجية
- دايسوكي أساهي على موقع رابطة كرة القدم اليابانية للمحترفين (اليابانية)
- دايسوكي أساهي على موقع قاعدة بيانات كرة القدم.إي يو (الإنجليزية)
- دايسوكي أساهي على موقع Soccerway.com (الإنجليزية)